# Gilles Marini
Gilles Marini (ur. 26 stycznia 1976 w Grasse) – francuski aktor i model.

## Życiorys

### Wczesne lata
Urodził się w Grasse, w regionie Prowansja-Alpy-Lazurowe Wybrzeże, w departamencie Alpy Nadmorskie jako syn Greczynki i Francuza. Przez osiem lat pracował jako piekarz w piekarni swojego ojca. Po ukończeniu szkoły średniej odbył służbę wojskową w Paryżu i został przyjęty jako strażak w Paryskiej Brygadzie Straży Pożarnych (Brygada des Sapeurs Pompiers de Paris).
Do świata mody wprowadził go w Paryżu słynny fotografik Fred Goudon. Udał się do Stanów Zjednoczonych, aby nauczyć się języka angielskiego podczas pracy jako model. Brał udział w reklamach: Budweiser, Clairol, Coca-Cola, Ross, Chrysler, Fila, GNC, Infiniti, Mervins, Avon, Lord and Taylor i Robinsons May.
Po gościnnym występie w operach mydlanych – CBS Moda na sukces (The Bold and the Beautiful, 2005, 2007) i NBC Passions (2006) oraz serialach – CBS Zabójcze umysły (Criminal Minds, 2006), Fox Life Fuks (Windfall, 2006), ABC Brzydula Betty (Ugly Betty, 2006) i ABC Seks, kasa i kłopoty (Dirty Sexy Money, 2007), zagrał w filmach Jeden i inny (L'Une et L'Autre) i Piraci z Karaibów: Na krańcu świata (Pirates of the Caribbean: At World's End, 2007).
W kinowej komedii Seks w wielkim mieście (Sex and the City, 2008) pojawił się jako Dante, „Casanova” mieszkający obok domu Samanthy (Kim Cattrall) w Malibu.
W 2015 pojawił się jako główna postać w serialu Pokojówki z Beverly Hills. Wcielił się w postać kochliwego Sebastiena Dussault.
Od 9 marca do 19 maja 2009 brał udział w programie ABC Dancing with the Stars (Stany Zjednoczone), zajął II miejsce przegrywając w finale z Shawn Johnson 49% do 51%.
Zamieszkał w stanie Kalifornia ze swoją żoną Carole, synem Georges’em i córką Julianą. W czerwcu 2012 otrzymał obywatelstwo amerykańskie.

## Filmografia

### Filmy
- 2005: Screech of the Decapitated jako Henri
- 2006: Chłopaki i dziewczyny prowadzą do zniżenia (The Boys & Girls Guide to Getting Down jako atrakcyjny mężczyzna w klubie
- 2007: Piraci z Karaibów: Na krańcu świata (Pirates of the Caribbean: At World's End) jako francuski pirat
- 2007: Stand Up jako fotograf
- 2008: Seks w wielkim mieście (Sex and the City) jako Dante

### Seriale TV
- 2005: Moda na sukces (The Bold and the Beautiful) jako francuski kelner
- 2006: Brzydula Betty (Ugly Betty) jako Jean-Luc
- 2006: Fuks (Windfall) jako Francuz
- 2006: Zabójcze umysły (Criminal Minds) jako Curt
- 2006: Passions jako włoski rowerzysta
- 2007: Seks, kasa i kłopoty (Dirty Sexy Money) jako włoski projektant
- 2007: Moda na sukces (The Bold and the Beautiful) jako Jean Claude
- 2008: West Hollywood La Serie jako Sebastien
- 2009: Bez skazy (Nip/Tuck) jako Renaldo Panettiere
- 2008: Tellement vrai
- 2009-: Bracia i siostry (Brothers & Sisters) jako Luc Laurent
- 2011: Bananowy doktor (Royal Pains) jako Niko
- 2011: Castle jako Tobias Strange
- 2015: Pokojówki z Beverly Hills (Devious Maids) jako Sebastien Dussault